# عملیات عاشورا
عملیات عاشورا با رمز یا اباعبد الله الحسین در محور ایلام - میمک به صورت نیمه گسترده در تاریخ ۲۶/۷/۱۳۶۳ به فرماندهی سپاه پاسداران انجام شد.